# Ga Jeungsan
Ga Jeungsan là ga đường sắt trên Tuyến 6 của Tàu điện ngầm Seoul. Tên khác của nó là ga đại học Myongji do nằm gần Đại học Myongji.

## Bố trí ga
| Saejeol ↑            |
| \| W/B               |
| ↓ Digital Media City |

| Hướng Tây  | ● Tuyến 6 | ← Hướng đi Eungam   |
| Hướng Đông | ● Tuyến 6 | → Hướng đi Sinnae → |

## Lối thoát
- Lối thoát 2: Trường tiểu học Bukgajwa
- Lối thoát 3: Trường tiểu học & trung học Jeungsan
- Lối thoát 4: Trường trung học Yeonseo